# Wabash Township (comté de Clark, Illinois)
Wabash Township est un township du comté de Clark dans l'Illinois, aux États-Unis,. 

## Source de la traduction
- (en) Cet article est partiellement ou en totalité issu de l’article de Wikipédia en anglais intitulé « Wabash Township, Clark County, Illinois » (voir la liste des auteurs).